# Referendum in Estland 1932
Die Volksabstimmung in Estland 1932 fand vom 13. bis 15. August statt. Mit knapper Mehrheit lehnte das Volk eine vom Parlament (Riigikogu) vorgeschlagene Verfassungsreform ab.

## Hintergrund
Das parlamentarische System Estlands seit Anfang der 1920er Jahre war geprägt von einem stark zersplitterten Parteiensystem und häufig wechselnden Regierungen.
Am 22./23. März 1932 nahm der Riigikogu eine tiefgreifende Reform der estnischen Verfassung von 1920 an, die von einem interfraktionellen Unterausschuss vorbereitet worden war. Sie sollte durch die Einführung eines semi-präsidentiellen Regierungssystems für mehr Stabilität sorgen.
Die Reform sah vor allem die Schaffung eines Amts des Staatspräsidenten vor. Er oder sie sollte ein Vetorecht gegen Gesetze des Riigikogu besitzen, Notverordnungen erlassen dürfen und die Befugnis zur vorzeitigen Auflösung des Parlaments haben. Außerdem sah der Verfassungsentwurf eine Verkleinerung des Parlaments von 100 auf 80 Abgeordnete und eine Verlängerung der Legislaturperiode von drei auf vier Jahre vor.

## Ergebnis
|                              | Stimmen | %    |
| ---------------------------- | ------- | ---- |
| Abstimmungsberechtigt        | 765.002 | 100  |
| Abgegebene Stimmen           | 692.302 | 90,5 |
| Dafür                        | 333.979 | 49,2 |
| Dagegen                      | 345.212 | 50,8 |
| Ungültig                     | 13.111  | –    |
| Quelle: Nohlen/Stöver (2010) |         |      |

## Abstimmung
Für die Volksabstimmung herrschte Wahlpflicht. Verstöße konnten mit einer Geldbuße von fünf Kronen belegt werden.
Insgesamt betrug die Beteiligung 90,5 Prozent. Auffallend war die höhere Ablehnungsquote in den größeren Städten des Landes, die traditionell eher links wählten. Sie befürchteten, dass ein Präsidentschaftskandidat der agrarisch-konservativen Kreise bei einer nachfolgenden Präsidentschaftswahl das Rennen machen würde.

## Folgen
Das gescheiterte Verfassungsreferendum verschärfte die politische Instabilität des Landes. Zwar eröffnete das Ergebnis der Parlamentswahl vom Mai 1932 und die Vereinigung mehrerer Parteien zunächst günstige Optionen zur Stabilisierung des politischen Systems.
Die fehlende Kompromisskultur unter den politischen Führern, die Uneinigkeit über Maßnahmen zur Bekämpfung der schweren Wirtschaftskrise und das Erstarken der rechtsextremen, außerparlamentarischen Vapsid-Bewegung machten allerdings Versuche einer Stabilisierung wieder zunichte.
Dennoch konnte sich das Parlament Anfang 1933 zu einer erneuten Verfassungsreform durchringen, die für mehr Stabilität sorgen sollte. Sie wurde im Februar 1933 vom Riigikogu angenommen. Allerdings scheiterte auch dieser Entwurf in einer Volksabstimmung Mitte Juni 1933. Dieses Mal sprachen sich 67,3 Prozent gegen den Entwurf aus. Der Weg in die politische Krise verschärfte sich.